# Ben Kersten
Ben Kersten (ur. 21 września 1981 w Wollongong) – australijski kolarz torowy i szosowy, srebrny medalista torowych mistrzostw świata.

## Kariera
Największym sukcesem w karierze Bena Kerstena jest wywalczenie srebrnego medalu w wyścigu na 1 km podczas mistrzostw świata w Bordeaux w 2006 roku. W wyścigu tym lepszy był tylko Brytyjczyk Chris Hoy, a trzecie miejsce na podium przypadło Francuzowi François Pervisowi. W tym samym roku Kersten zdobył złoty medal w tej samej konkurencji podczas igrzysk Wspólnoty Narodów w Melbourne. Ponadto na igrzyskach Oceanii w Melbourne w 2004 roku zdobył cztery medale: złote w kerinie, sprincie drużynowym i wyścigu na 1 km oraz srebrny w sprincie indywidualnym. Od 2009 roku startuje głównie w wyścigach szosowych, jest zawodnikiem drużyny Fly V Australia.